# Connector (elektrotechniek)

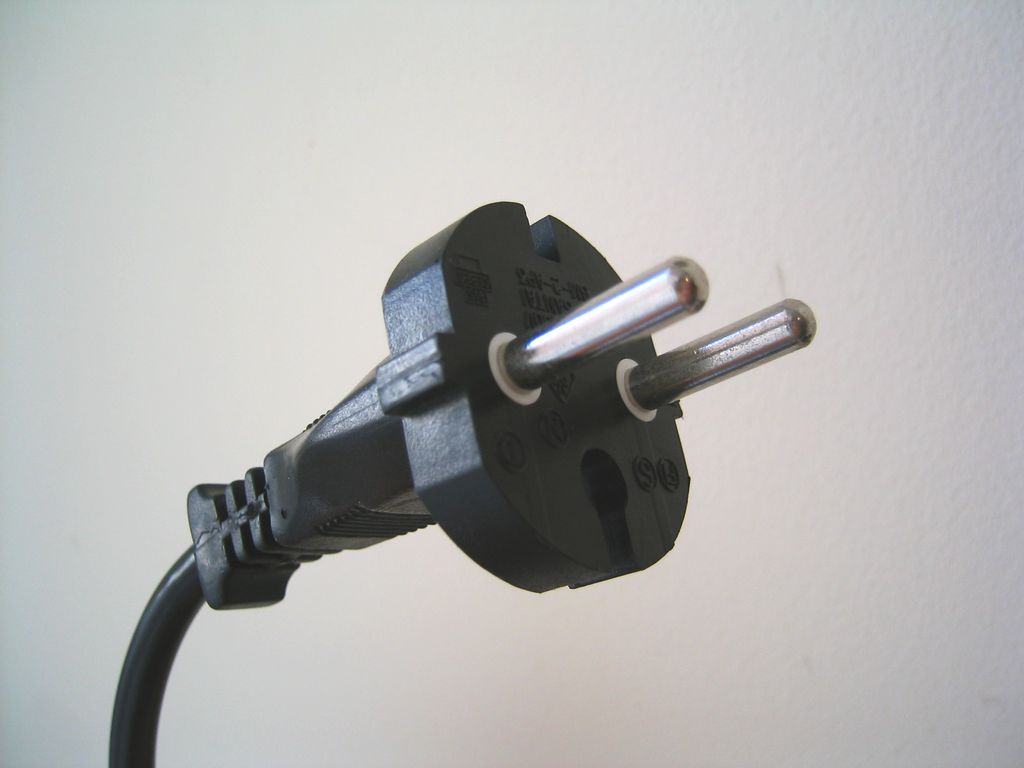
CEE 7/17 stekker voor dubbelgeïsoleerde apparaten

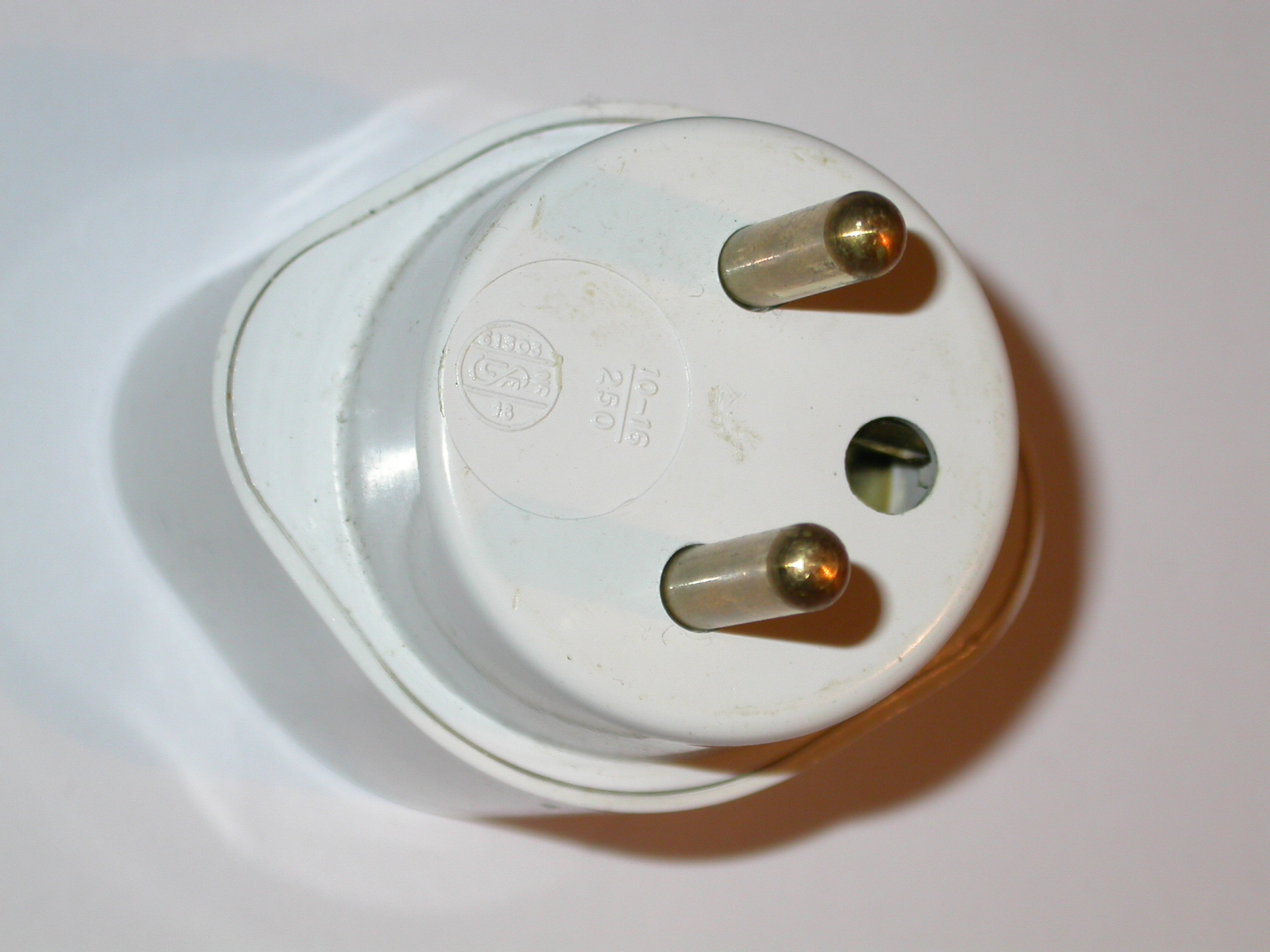
CEE 7/6 stekker zoals gebruikelijk in België, Frankrijk, Polen, Slowakije en Tsjechië

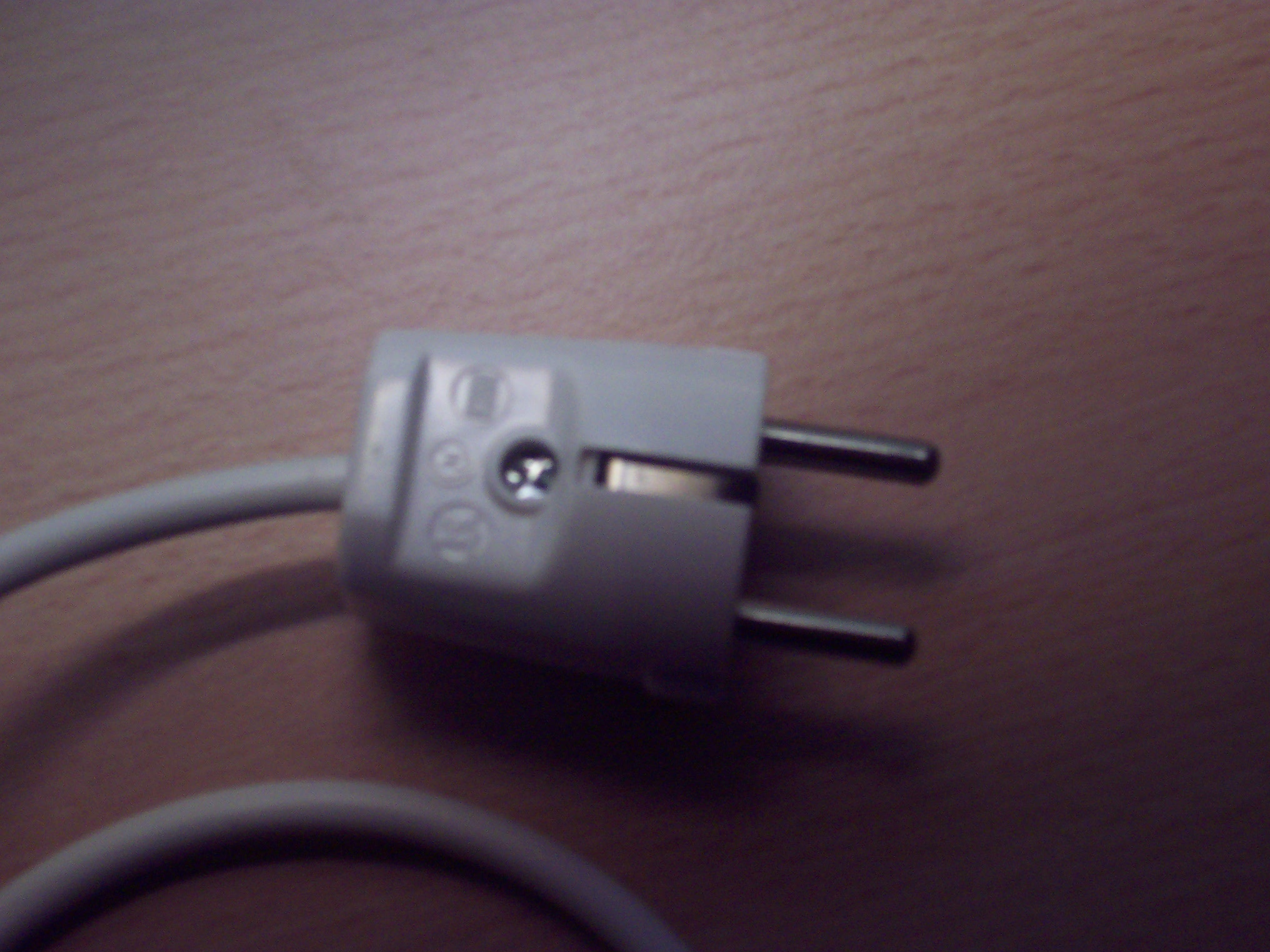
CEE 7/4 Schuko-stekker met randaarde

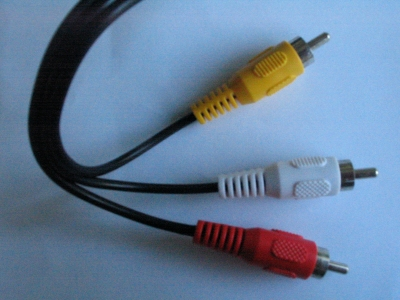
Tulpstekkers

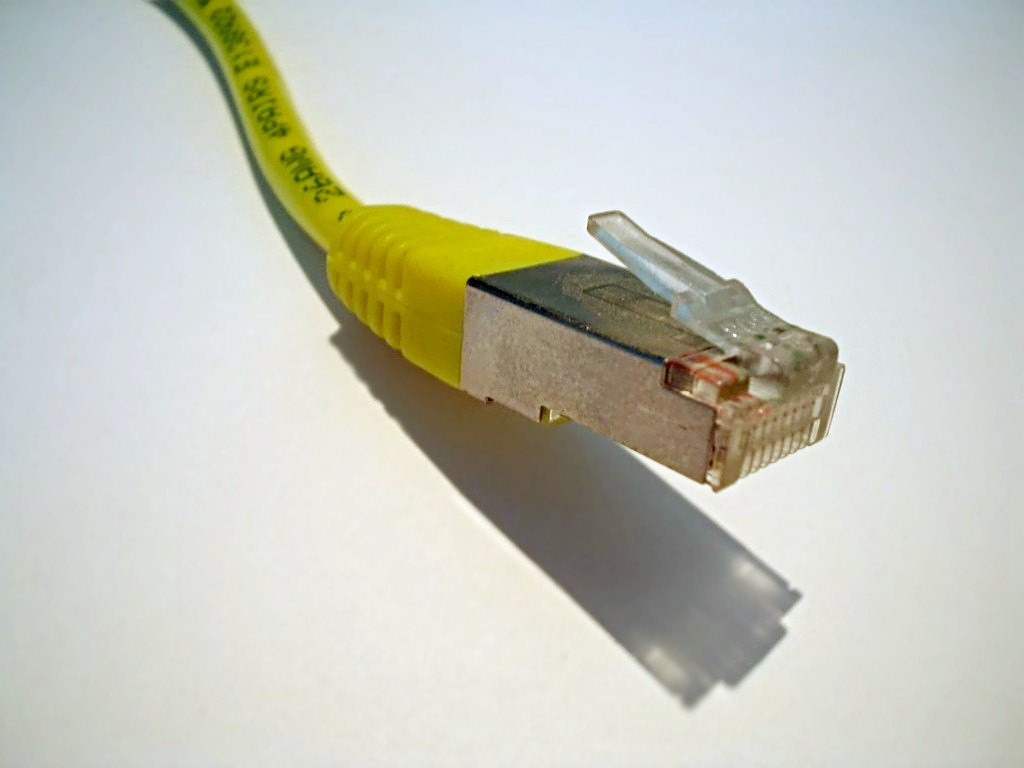
RJ-45 Ethernetconnector

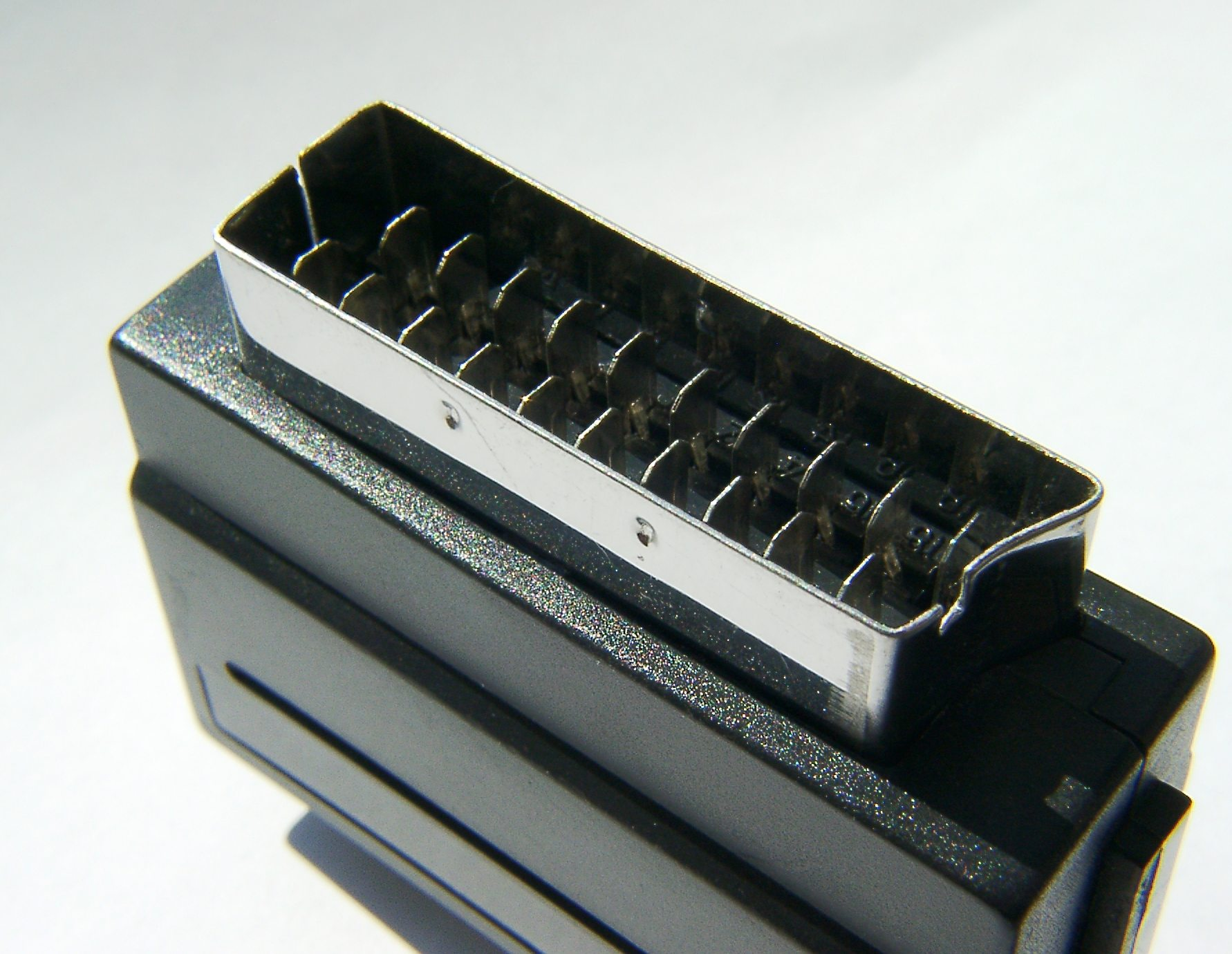
Scart

Een connector maakt het mogelijk een elektrische verbinding te maken die ook weer eenvoudig losgenomen kan worden. Het kan gaan om het leveren van stroom, een of meer signalen, of beide. Afhankelijk van de toepassing bestaan er verschillende connectoren. In de definities van NEN 1010 worden twee bij elkaar horende connectoren aangeduid als 'stopcontact'. Een stopcontact bestaat dus uit twee delen: een stekker (verouderd: steker) en een contrastekker. Een stekker kan in een contrastekker worden gestoken. De aanduiding connector in het dagelijks spraakgebruik is vooral van toepassing om apparatuur mee te verbinden. Connectoren zijn bijvoorbeeld de aansluitingen om computers met randapparatuur mee aan te sluiten.
Connectoren worden steeds per paar gebruikt. Meestal heeft het ene deel pennen en het andere holle bussen. Het eerste deel wordt mannelijk of male genoemd, het andere vrouwelijk of female. Deze benamingen zijn misschien ontstaan met een seksuele bijgedachte, maar ze worden desondanks als fatsoenlijk beschouwd. Bij connectoren voor netvoeding is het vrouwelijke deel spanninggevend, dus verbinden met de fasedraad, en het mannelijke deel spanningontvangend, gaat door naar de nuldraad. Hierdoor wordt vermeden dat de onder spanning staande delen worden aangeraakt. Dit is geen absoluut gegeven: bij coaxiale televisie-aansluitingen is niet de vrouwelijke maar de mannelijke kant spanninggevend en kan zodoende bij aanraken een lichte schok geven.
Als een stekkerdeel aan of in apparatuur is gebouwd, anders dan elektronische apparatuur, noemt men dit een chassisdeel.

## Stekker en stopcontact
Stekker en stopcontact in het dagelijks gebruik zijn er vooral voor bedoeld om huishoudelijke apparatuur van netspanning te kunnen voorzien, die het hun mogelijk maakt te functioneren. Met een stopcontact wordt in het algemeen spraakgebruik de contactdoos voor de netspanning bedoeld die tegen of in de muur is bevestigd.
Het mannelijke deel, de stekker, maakt meestal deel uit van een snoer, van een 'verplaatsbare leiding'. Een vrouwelijk deel is een in de muur geplaatst stopcontact, maar kan ook deel uitmaken van een snoer, bijvoorbeeld bij een verlengsnoer. Sommige stekkers zijn voorzien van een vergrendeling om te voorkomen dat de verbinding onbedoeld wordt verbroken. Er is voor alle elektrische apparatuur een indeling gemaakt in elektrische veiligheidsklassen, die ook voor connectoren geldt. Alle apparatuur moet aan minimale eisen voor veiligheid voldoen, maar bijvoorbeeld stekkers kunnen extra worden beveiligd door ze met randaarde of dubbelgeïsoleerd uit te voeren.
Stekkertypen, netspanningen en -frequenties verschillen per werelddeel en per land.

## Soorten
- Banaanstekkers
- BNC-connectors voor coaxverbindingen
- CHAdeMO stekker voor het snelladen van elektrische auto's
- D-subminiatuur, zoals voor RS-232
- DIN-connectors zoals vroeger gebruikt voor audiosignalen, computertoetsenborden en MIDI
  - Mini-DIN-pluggen, zoals de PS/2- en de S-Video-plug
- Ethernet-connectoren zoals 8P8C
- FireWire
- HDMI voor aansluiting in digitale vorm, waarbij geen datacompressie plaatsvindt
- IEC 60309, internationale norm
- IEEE-verbindingen
- Klinken of jackpluggen
- Perilex voor driefasespanning
- PH-connectorverbindingen binnenin elektrische apparaten
- PowerCon
- Registered jack, modulaire connector
- Scart
- Schuko, gebruikelijke contactstoppen in Nederland en Duitsland
- Speakon bij professionele audioapparatuur
- SVGA, aanpassing van D-Sub
- Telefoonstekkers
- Terko, stekkersysteem voor het lichtnet
- Tulpstekker
- Universal serial bus of USB
- XLR-connectoren en mini-XLR voor gebruik in professionele audioapparatuur